# Karol Kmeťko
Karol Kmeťko magyar írásmód szerint Kmetykó Károly (Alsódraskóc, 1875. december 12. – Nyitra, 1948. december 22.) szlovák római katolikus pap, nyitrai püspök, 1944-től érsek ad personam.

## Pályafutása
Szülei Kmetykó Pál jegyző és annak második felesége Mixó Johanna voltak, utóbbi egy újbányai vendéglős lánya volt. A Nyitrai Piarista Gimnáziumban tanult, majd 1895–1899 között teológiát tanult Budapesten. 1899. július 2-án szentelték pappá Nyitrán. 1906-ban a teológia doktora lett.
1899–1902 között káplán volt Bosácon, Bolesón, Felsőszúcson és Nagydivényben. 1902–1904 között Veselényben és Újbesztercén, 1904–1909 között Kiszucaújhelyen működött. 1909–1910 között adminisztrátor volt Borodnón, Kiszucaújhelyen és Vágbesztercén, 1910–1920 között Vágtapolcán.
Egyike volt a turócszentmártoni nyilatkozat aláíróinak. 1918–1920 között a forradalmi nemzetgyűlés tagja volt, 1920-ban a csehszlovák nemzetgyűlésben lett képviselő. 1922-ben, amikor elfoglalta püspöki székét, lemondott mandátumáról.

### Püspöki pályafutása
Az államfordulat idején Batthyány Vilmos nyitrai és Radnai Farkas besztercebányai püspököt kiutasították az országból, míg Párvy Sándor szepesi püspök és Balás Lajos rozsnyói püspök elhunyt, ezért égető szüksége volt az országnak az új államhoz hű egyházvezetők megválasztatása. 1920. november 13-án nevezte ki XV. Benedek pápa az első három püspököt: Marián Blaha besztercebányai, Karol Kmeťko rozsnyói és Ján Vojtaššák szepesi püspököt. 1921. február 13-án szentelte fel őket Clemente Micara pápai nuncius Nyitrán. A szlovákiai magyarság képviseletét csak Fischer-Colbrie Ágoston kassai püspök látta el a katolikus egyházban. A reformátusokat Sedivy László nyitrai lelkész képviselte.
1944. május 11-én XII. Piusz pápa érsekké nevezte ki. Személyét az akkori klérofasiszta állam ellenzői is elismerték, tekintélyét csak növelte az embertelenségekkel való szembenállása.[forrás?] Tanúskodott azonban Jozef Tiso perében is, aki korábban a titkára volt.

## Emlékezete
- Róla nevezték el a Nyitra Megyei Könyvtárat.

## Művei
- 1933 Význam pribinovho chrámu. Slovenský ľud XIII/32-33 (augusztus 9.)

## Fordítás
- Ez a szócikk részben vagy egészben  a   Karol Kmeťko című szlovák Wikipédia-szócikk ezen változatának fordításán alapul.  Az eredeti cikk szerkesztőit annak laptörténete sorolja fel. Ez a jelzés csupán a megfogalmazás eredetét és a szerzői jogokat jelzi, nem szolgál a cikkben szereplő információk forrásmegjelöléseként.

| Előde: Batthyány Vilmos | Nyitrai katolikus püspök 1920–1948 | Utóda: Nécsey Ede |